# シムゲ・アコズ
シムゲ・アコズ（Simge Şebnem Aköz、女性、1991年4月23日 - ）はトルコのバレーボール選手である。ポジションはリベロ。トルコ代表。

## 来歴
2017年にトルコ代表に初選出される。2018年から正リベロに定着し、同年のネーションズリーグでは銀メダルを獲得し、同年10月の世界選手権に出場した。2019年の欧州選手権では銀メダルを獲得し、自身もベストリベロ賞を受賞した。2021年開催の東京2020オリンピックに出場した。

## 球歴
- オリンピック - 2021年
- 世界選手権 - 2018年
- 欧州選手権 - 2017年、2019年、2021年
- ネーションズリーグ - 2018年、2019年、2021年

## 受賞歴
- 2019年 欧州選手権　ベストリベロ賞
- 2019年 FIVB世界クラブ選手権　ベストリベロ賞
- 2020年 東京オリンピック欧州大陸予選 ベストリベロ賞

## 所属クラブ
- Yeşilyurt（2010-2014年）
- Çanakkale Belediyespor（2014-2015年）
- Halkbank Ankara（2015-2016年）
- エジザージュバシュ（2016-）